# Малышев, Вадим Александрович
Вадим Александрович Малышев (13 апреля 1938 — 30 сентября 2022) — советский и российский учёный в области математики и математической физики, профессор МГУ, лауреат Государственной премии РСФСР (1991).

## Биография
Родился 13 апреля 1938 года в Москве. Окончил механико-математический факультет МГУ (1961) и аспирантуру Отделения математики (1965), в 1966 году защитил кандидатскую диссертацию (научный руководитель Б. М. Клосс).
Работал на кафедре теории вероятностей с февраля 1967 года: старший научный сотрудник, с 1987 г. — ведущий научный сотрудник, с 1991 года — заведующий Лабораторией больших случайных систем.
Читал курсы «Математика и физика», «Многокомпонентные системы и математическая физика», «Введение в математические модели», «Введение в современные вероятностные модели». Вадим Александрович - автор более 200 научных статей и 16 книг в самых разнообразных областях математики. У него огромное количество учеников, которые работают по всему миру. Под руководством В. А. Малышева было защищено 28 кандидатских диссертаций.
В 1994 г. В. А. Малышев создал международный математический журнал «Markov Processes and Related Fields» и стал его главным редактором. Более 15 лет работал в крупнейшем научно-исследовательском институте Франции INRIA и сыграл огромную роль в международном сотрудничестве учёных.
Доктор физико-математических наук (1973). Профессор (1992). Докторская диссертация:
- Краевые задачи для функций двух комплексных переменных и их приложения : диссертация … доктора физико-математических наук : 01.01.01. — Москва, 1973. — 284 с.

## Научные интересы
Теория вероятностей, теория случайных процессов, математическая физика, молекулярная биология.

## Основные научные результаты
- Создание аналитической теории для двумерных уравнений Винера-Хопфа;
- Создание и развитие новых методов в теории случайных блужданий в многомерных конусах; мартингальный и жидкостный подходы;
- Создание и развитие новой техники кластерных разложений для спектральных задач динамических систем бесконечного числа частиц в современной математической физике;
- Создание и развитие нового направления в теории вероятностей: случайные и квантовые грамматики, динамика случайных графов; вероятностные задачи квантовой гравитации.

Научные интересы Вадима Александровича очень широки, математическую науку он всегда мыслил как единое целое. Научные результаты Малышева известны в самых разных областях математики: математическая физика, теория вероятностей, алгебра, анализ.
В начале 70-х годов В. А. Малышев создал новый метод решения граничных задач в теории аналитических функций двух комплексных переменных, позволяющий строить точные решения краевых задач для разностных уравнений в квадранте плоскости. Этот метод был разработан им в монографии «Случайные блуждания. Уравнения Винера-Хопфа в четверти-плоскости. Автоморфизмы Галуа» (Изд. МГУ, 1970) и был использован для нахождения стационарного распределения случайного блуждания на решетке в квадранте. Позднее этот же подход использовался во многих работах по теории очередей. Появились применения метода В. А. Малышева и к краевым задачам в углах на плоскости для уравнений в частных производных, например, к задачам диффракции на клине. Краевая задача в квадранте (или более общая краевая задача в угле на плоскости) является двумерным аналогом краевой задачи на полупрямой, решенной Винером и Хопфом. Метод В. А. Малышева позволяет свести краевую задачу в угле к задаче Римана-Гильберта на римановой поверхности. Благодаря методу В. А. Малышева целый класс разностных и дифференциальных уравнений в углах оказался связанным с теорией Галуа. Эта тематика была продолжена в 90-е годы, уже в сотрудничестве со многими соавторами. В 1999 году была издана книга «Random Walks in the Quarter-Plane» (в соавторстве с Г. Файолем и Р. М. Ясногородским).
В начале 70-х годов В. А. Малышевым были предложены также и новые вероятностные методы для исследования случайных блужданий в областях с границами. Метод функций Ляпунова был введен уже в работе 1972 года. С помощью этого метода удалось получить полную классификацию случайных блужданий в четверти плоскости. Метод функций Ляпунова для блужданий на решетке произвольной размерности был развит в статье 1979 года. В терминах функций Ляпунова были получены необходимые и достаточные условия непрерывности стационарных вероятностей, а также достаточные условия аналитичности для семейства марковский цепей. В этой же статье 1979 года было введено важное понятие индуцированной цепи Маркова, связанной со случайным блужданием, и была определена детерминированная динамическая система, которая позднее получила название жидкостной модели (fluid), являющейся пределом случайного блуждания в эйлеровом скейлинге (Euler scaling). В статье 1993 года сила метода динамических систем была использована в полной мере для изучения случайных блужданий (в областях с границами) на решетке произвольной размерности. В 90-е годы техника функций Ляпунова была широко использована в работах В. А. Малышева и его учеников для исследования различных задач теории очередей и теории сетей. Итогом этих исследований явилась книга «Topics in constructive theory of countable Markov chains» (в соавторстве с Г. Файолем и М. В. Меньшиковым), изданная в 1995 году.
В середине 90-х годов В. А. Малышевым была написана серия работ, посвященных случайным грамматикам. Случайные грамматики являются обобщением задач теории очередей с несколькими типами клиентов, что естественно представляется как случайная эволюция слов. В работах В. А. Малышева и его учеников были получены критерии эргодичности и транзиентности марковских цепей, описывающих эволюцию слов и доказаны законы стабилизации - утверждения о предельных мерах, описывающих распределение символов (букв) в слове.
В середине 70-х годов В. А. Малышев вместе с Р. Л. Добрушиным, Р. А. Минлосом, Я. Г. Синаем стал одним из первых математиков, начавших изучение нового класса случайных полей, получивших название «гиббсовских». Первая его работа в этой области (1975) была посвящена центральной предельной теореме для гиббсовских случайных полей. В том же году В. А. Малышев обобщил контурный метод Пайерлса на модель с непрерывными значениями - классическую анизотропную модель Гейзенберга. Затем последовали работы о возмущениях гиббсовских полей (1976) и о вероятностных аспектах квантовой теории поля (1977). В этих и последующих работах о возмущениях гиббсовских полей В. А. Малышев развил и обобщил метод кластерных разложений, предложенный Дж. Глиммом и А. Джаффе. В работе 1979 года им был впервые применен контурный метод Пайерлса к исследованию квантовых спиновых систем. В той же работе было введено и изучено понятие солитонных секторов в этих системах. Продолжение изучения различных аспектов кластерных разложений было подытожено в 1985 году в книге В. А. Малышева и Р. А. Минлоса «Гиббсовские случайные поля (метод кластерных разложений)». Вместе с Р. А. Минлосом В. А. Малышев также начал развивать теорию кластерных операторов - класса бесконечномерных операторов, естественно возникающих как в теории гиббсовских полей, так и в квантовой механике больших систем. В 1994 году появилась книга В. А. Малышева и Р. А. Минлоса «Линейные операторы в бесконечночастичных системах», которая стала энциклопедией по теории кластерных операторов. Кроме этих двух книг В. А. Малышев написал несколько учебных пособий, из которых два относятся к статистической механике и теории поля: «Элементарное введение в математическую физику бесконечночастичных систем» (1983) и «Введение в эвклидову квантовую теорию поля» (1985). Целый ряд вопросов статистической механики был освещен в обзорах, опубликованных В. А. Малышевым и соавторами в сборниках «Итоги науки и техники: Теория вероятностей. Математическая статистика. Теоретическая кибернетика.»
В. А. Малышев называл 20 век «веком физики» а 21 - «веком биологии», считая при этом, что основным подходом к серьёзному изучению природы остаётся строгий язык математики. В 80-е годы В. А. Малышев и Р. Л. Добрушин совместно в В. И. Крюковым, который работал над моделями мозга, проводили конференции-семинары в Пущино по статистической физике. Организаторов объединяла идея развивать теорию фазовых переходов применительно к изучению нейронных сетей. Малышеву эта идея была особенно близка. В работах 90-х В. А. Малышев с со-авторами описали фазовые переходы в модели «песочных часов», где взаимодействовали частицы — «нейроны» на целочисленных решётках, что было типично для моделей статистической физики того времени. Говорить на чётком языке математики в областях далеких от нее можно только с помощью конструктивных моделей, что должно привести к пониманию создания биологических материй, принципов, по которым частицы составляют сложные ансамбли, или «цепочки качественной сложности», как говорил сам В. А. Малышев. Обладая огромным опытом и гениальной интуицией, В. А. Малышев создал ряд интересных новых моделей взаимодействия частиц, позволяющих изучать фазовые переходы в сложных структурах. Это помогло осмыслить математически переход от систем на решётках к системам на общих графах. В. А. Малышев был одним из первых математиков, кто начал развивать язык случайных графов применительно к сложным сетям. Его работы конца 90-х о случайных грамматиках и случайных графах вышли ещё до «бума» в физической литературе относительно популярных моделей типа «тесного мира». В. А. Малышев не ставил себе задачу досконально углубиться в детали анализа этих моделей; он оставил это своим ученикам, двигаясь дальше. А его модель динамических графов фактически явилась одним из основополагающих примеров, причем самым сложным, новой теории неоднородных случайных графов, созданной в начале 21 века.
В круг научных интересов В. А. Малышева входили различные вопросы неравновесной статистической механики: сходимость к равновесию, обоснование механики сплошных сред, электрический ток. В серии работ 2011—2015 годов В. А. Малышев исследует течение электрического тока с позиций чисто ньютоновской механики, не привлекая уравнения Максвелла. Рассматривая большую систему частиц, взаимодействующих с помощью кулоновского потенциала, ему удаётся установить ряд теорем о возникновении течения электрического тока и о предельном равновесном состоянии. В. А. Малышев (совместно с А. А. Лыковым) исследовал новый подход к эргодической гипотезе Больцмана. В работах 2012—2018 годов им удалось установить сходимость к равновесию для почти всех квадратичных гамильтонианов и широкого класса случайных внешних воздействий на систему.
У В. А. Малышева была великая идея, цель «вывести строго математически всю физику» из минимального количества аксиом. На пути к этой цели он написал серию работ (период 2012—2021 годов) совместно с А. А. Замятиным, А. А. Лыковым, С. А. Музычкой, В. Н. Чубариковым, посвященную выводу некоторых законов механики сплошных сред из постулатов статистической физики. В частности, были выведены закон Гука, термическое расширение, гидромеханическое уравнение Эйлера, разрывы, введено понятие регулярной динамики.
Научное наследие В. А. Малышева - великий вклад в науку, живой источник идей, задач и направлений для новых исследований. Его неутомимые искания нового, критический научный подход во всем - вдохновляющий пример для математиков и всех естествоиспытателей.
(По материалам статьи о В. А. Малышеве в журнале Теория вероятностей и ее применения, 2023, том 68, выпуск 1, страницы 199—202/ DOI: https://doi.org/10.4213/tvp5620)

## Награды и премии
- Лауреат Государственной премии РСФСР (1991) (Малышев В. А., Минлос Р. А.) — за цикл работ «Кластерные разложения и спектральные модели статистической физики и квантовой теории поля».

## Некоторые работы
- Гиббсовские случайные поля : Метод кластерных разложений / В. А. Малышев, Р. А. Минлос. — М.: Наука, 1985. — 288 с.; 20 см.
- Линейные операторы в бесконечночастичных системах / В. А. Малышев, Р. А. Минлос. — М.: Наука, 1994. — 431 с.; 22 см; ISBN 5-02-014994-2
- Введение в евклидову квантовую теорию поля / В. А. Малышев ; МГУ им. М. В. Ломоносова, Мех.-мат. фак. — Москва : Изд-во Московского университета, 1985. — 96 с.; 21 см.
- Linear infinite-particle operators / V. A. Malyshev, R. A. Minlos; [Transl. by Alan Mason]. — Providence (R. I.) : Amer. math. soc., Cop. 1995. — VIII, 298 c.; 26 см; ISBN 0-8218-0283-6; ISSN 0065-9282 (англ.)
- Цепочки качественной сложности / В. А. Малышев. Второе издание. — Москва : Издательский дом «НАУЧНАЯ БИБЛИОТЕКА», 2024—432 с.: ил. ISBN 978-5-907823-23-5

## Журнал «Markov Processes and Related Fields»
В 1994 году В. А. Малышев основал собственный журнал «Markov Processes and Related Fields» (Марковские процессы и смежные вопросы) и оставался его главным редактором до последних дней. Сайт англоязычного журнала, созданного работающим математиком без внешней финансовой поддержки: https://math-mprf.org/

## Философия
В 1997 году был опубликован философский труд В. А. Малышева «Цепочки качественной сложности», в котором он предложил новый глобальный взгляд на мироустройство, общество, личность. В 2024 году вышло второе издание этой книги